# فرانسیس میر
فرانسیس میر (به فرانسوی: Francis Mer) (زاده ۲۵ مه ۱۹۳۹) کارآفرین، سیاست‌مدار و مدیر ارشد اجرایی فرانسوی است، که اکنون به‌عنوان رییس هیئت مدیره شرکت سافران فعالیت می‌نماید. وی در فاصله سال‌های ۲۰۰۲ تا ۲۰۰۴ در دولت ژاک شیراک وزیر اقتصاد، بازرگانی و صنعت فرانسه بود.